# 빈센트 매슈스
빈센트 ("빈스") 에드워드 매슈스(Vincent ("Vince") Edward Matthews, 1947년 12월 16일 ~ )는 전 미국의 육상 선수이자, 1968년과 1972년 하계 올림픽에서 2개의 금메달을 획득하였다.
뉴욕 퀸스에서 태어나 1960년대 중반에 나타난 장기적 단거리 육상 선수들 중의 하나였던 매슈스는 훗날의 올림픽 챔피언 리 에번스와 맹렬한 라이벌 경향을 발현시켰다. 그들은 10대 시절에 처음으로 만났고, 1967년 에반스가 AAU 선수권 대회와 팬아메리칸 게임에서 톱으로 오면서 몇번씩 시합을 벌였다.
1968년 올림픽 선발 시합이 열리기 2주 전에 매슈스는 400m에서 44.4초의 세계 신기록을 세웠으나, 퓨마의 불법 브러시 스파이크 운동화를 신은 이유로 세계 기록으로서 거절되었다. 선발 시합에서는 에번스, 래리 제임스, 론 프리먼에 의하여 패하였다.
멕시코시티 올림픽에서 매슈스는 미국의 1600m 릴레이 우승팀의 선두로 달리면서 2분 56.16초의 세계 신기록을 세웠으며, 24년간 지속되었다.
멕시코시티 올림픽 후에 매슈스는 일과 결혼의 요구로 인하여 1년 동안 육상을 포기하였다. 그러나, 완력한 건강으로 복귀하면서 1972년 뮌헨 올림픽을 위한 논쟁으로 들어갔다. 올림픽 선발 시합에서 매슈스는 존 스미스와 웨인 콜레트에 밀려 3위로 오면서 전 라이벌 리 에번스를 4위로 제쳤다. 뮌헨 올림픽 400m 결승전에서 스미스는 80m를 달린 후에 햄스트링으로 기권하였고, 경주는 매슈스와 콜레트 사이의 전투로 변하였으며 매슈스는 44.66초와 함께 우승을 하고 콜레트는 44.80초와 함께 2위를 한다.
메달 시상식에서 미국의 국가가 울리기 시작할 때 그들은 서로 이야기하고 만지작거리는 행동을 보이자, 4년 전의 토미 스미스와 존 칼로스의 블랙 파워 항의처럼 믿어지면서 우승은 매슈스와 콜레트의 정직과 함께 더러워지고 말았다.
AP 통신사는 국가가 울릴 동안에 매슈스와 콜레트의 무관심한 행동을 무례하게 적어두었고, 아래와 같이 행위를 묘사하였다.
"맨발로 서있던 콜레트가 2위 석에서 1위 석으로 올라와 자신의 동료 옆에 섰다. 그들은 국기의 옆을 향하여 섰고, 매슈스가 자신의 턱을 어루만지면서 그들의 메달들을 만지작거렸다. 그들의 어깨는 구부정해졌고 국기고 보지도 않고 똑바로 서지도 않았다... 휘파람 소리와 놀림이 지속되면서 콜레트는 탈의실의 정문으로 들어가기 전에 관중들에게 부르쥔 주먹을 들어올렸다"
둘은 IOC에 의하여 추방당하였으며, 1600m 릴레이에 미국 팀이 나가지 못하게 되었다.